# T-14 (ruský tank)
T-14 Armata (vývojové označení Objekt 148) je ruský tank nové generace postavený na základě platformy Armata. Vývoj byl zahájen v roce 2009, poprvé byly stroje z testovací série představeny 9. května 2015 na vojenské přehlídce na Rudém náměstí ke Dni vítězství. Původně byla plánována výroba 2 300 vozidel, které měly do roku 2020 ve výzbroji ruské armády nahradit všechny ostatní typy hlavních bojových tanků, zejména zastaralé T-72, ale dne 30. července 2018 bylo oznámeno, že z důvodů vysokých nákladů typ nebude vyráběn velkosériově, a byla zadána pouze objednávka menší série v počtu okolo 100 kusů, kterými budou vybaveny jen dva tankové prapory.

## Historie
Při vývoji tanku a celé platformy Armata byly použity některé výsledky z předchozích projektů Objekt 195 (T-95) a Objekt 640 (Černý orel), které probíhaly mezi lety 1990 až 2010. Tank T-14 (dříve označovaný také jako T-99) je od roku 2009 vyvíjen Uralskou konstrukční kanceláří dopravního strojírenství UKBTM ve spolupráci s firmou Uralvagonzavod v Nižním Tagilu.
V letech 2014–2015 byla vyrobena série asi 20 kusů patřící Ruské federace určených pro testování jednotlivých systémů a další armádní zkoušky. Vývojové práce stále probíhají a definitivní sériová verze se může od dosud předvedených tanků lišit, zejména to platí pro věž, její výzbroj a pancéřování. Státní zkoušky tohoto typu byly zahájeny v druhém pololetí roku 2016 a budou probíhat minimálně do roku 2017. Podle vyjádření Dmitrije Rogozina, místopředsedy ruské vlády, bude v září 2017 rozhodnuto o objemu výroby tanků T-14 Armata. Podle informací ruského deníku Izvestija z května 2017 měl být T-14 zařazen do výzbroje ruské armády až po roce 2020. V roce 2015 přitom ruská média hovořila o dodávkách 2 300 kusů do roku 2020. První stroje budou zařazeny do výzbroje elitního 1. gardového tankového pluku 2. gardové motostřelecké tamanské divize.
Někteří experti vyjádřili názor, že výroba typu může být zdržena vzhledem k použití elektroniky dovážené ze západních zemí, obtížněji dostupným vzhledem k mezinárodním sankcím uvaleným na Ruskou federaci po anexi Krymu. Dalším problematickým bodem může být také dluh výrobce, společnosti Uralvagonzavod, ve výši 200 miliard rublů (asi 72 miliard Kč). Největšími věřiteli jsou ruské banky Sberbank, Gazprombank a Alfa-Bank.
Výroba jednoho tanku vyjde zhruba na 250 milionů rublů.

## Výzbroj
Tank je vybaven novým dálkově ovládaným vysokotlakým kanónem ráže 125 mm 2A82–1M s hladkým vývrtem. Oproti starší verzi kanónu 2A82 došlo k prodloužení hlavně ze 48 na 52 ráží, čímž se pravděpodobně zvýšila přesnost i úsťová rychlost vystřeleného náboje. Hlaveň není vybavena ejektorem, protože díky bezposádkovému uspořádání věže není nutný odtah spalin a kouře.

## Obrana
Tank by měl podle dostupných informací čelně odolat zásahu libovolnou existující munici[zdroj⁠?!] – včetně podkaliberní tankové munice s uranovým penetrátorem. Z boků a zezadu by měl odolávat pěchotní protitankové výzbroji. Složení a konstrukce pancíře jsou utajované. Systémy aktivní ochrany by měly být schopný odklonit nebo zničit přilétající střely až do rychlosti 1 700 m/s[zdroj⁠?!] (vyvíjen by měl být systém zvládající 3 000 m/s). Systém se skládá z několika vrstev. V první linii se aktivně snaží otočit věž k útočníkovi a zneškodnit především pomalejší střely ještě v letové fázi, případně pravděpodobně umí aktivně napadnout útočníka. Dále využívá v reakci na zaměření laserem/radarem nebo detekci přilétající střely automatická protiopatření v podobě clony, která znemožní zaměření tanku jak opticky tak infračerveně nebo radarově, aktivně ruší spojení přilétajících střel, a na krátkou vzdálenost využívá výmětnice s tříštivou směrovanou náloží. Aktivní pancíř počítá s tandemovou kumulativní municí a má vylepšenou účinnost proti munici podkaliberní. Posádka je na rozdíl od koncepčně starších tanků v odděleném a zvláště pancéřovaném prostoru v přední části trupu (někdy je uváděno[kým?] že prostor posádky tvoří titanová skořepina).

## Charakteristika
- Dálkově ovládaný kanón ráže 125 mm (2A82–1M, délka 52 ráží) s hladkým vývrtem, bez ejektoru
- Kulomet ráže 12,7 mm (6P49 Kord) s 300 náboji – variantně
- Kulomet ráže 7,62 mm (6P7K PKTM) s 1000 náboji – variantně
- Bezosádková věž
- Automatický systém nabíjení kanónu (45 nábojů, z toho 32 v nabíjecím zařízení)
- Bojový prostor pro tříčlennou osádku umístěn v přední části trupu tanku
- Kompozitní pancíř (v něm také ocel 44S-SV-Š) doplněný
  - systémem aktivní ochrany typu Afganit s Dopplerovým radarem
  - systémem ochrany horní polosféry
  - systémem dynamické ochrany typu Malachit
- Přeplňovaný dvanáctiválcový dieselový motor ČTZ 12N360 (A-85–3A) s maximálním výkonem 1500 k ve standardním bojovém režimu se servisní dobou 2000 h. V nebojovém režimu a sníženém výkonu 1200 k se servisní doba prodlouží až na 10 000 h. V krátkodobém nouzovém režimu může motor teoreticky vyvinout výkon až 2000 k, ovšem při významném snížení servisního intervalu.
- Automatická mechanická převodovka (12 rychlostí)
- Aktivní podvozek se 7 páry pojezdových kol (tanky T-64/72/80/90 mají pouze 6 párů pojezdových kol)

## Fotogalerie

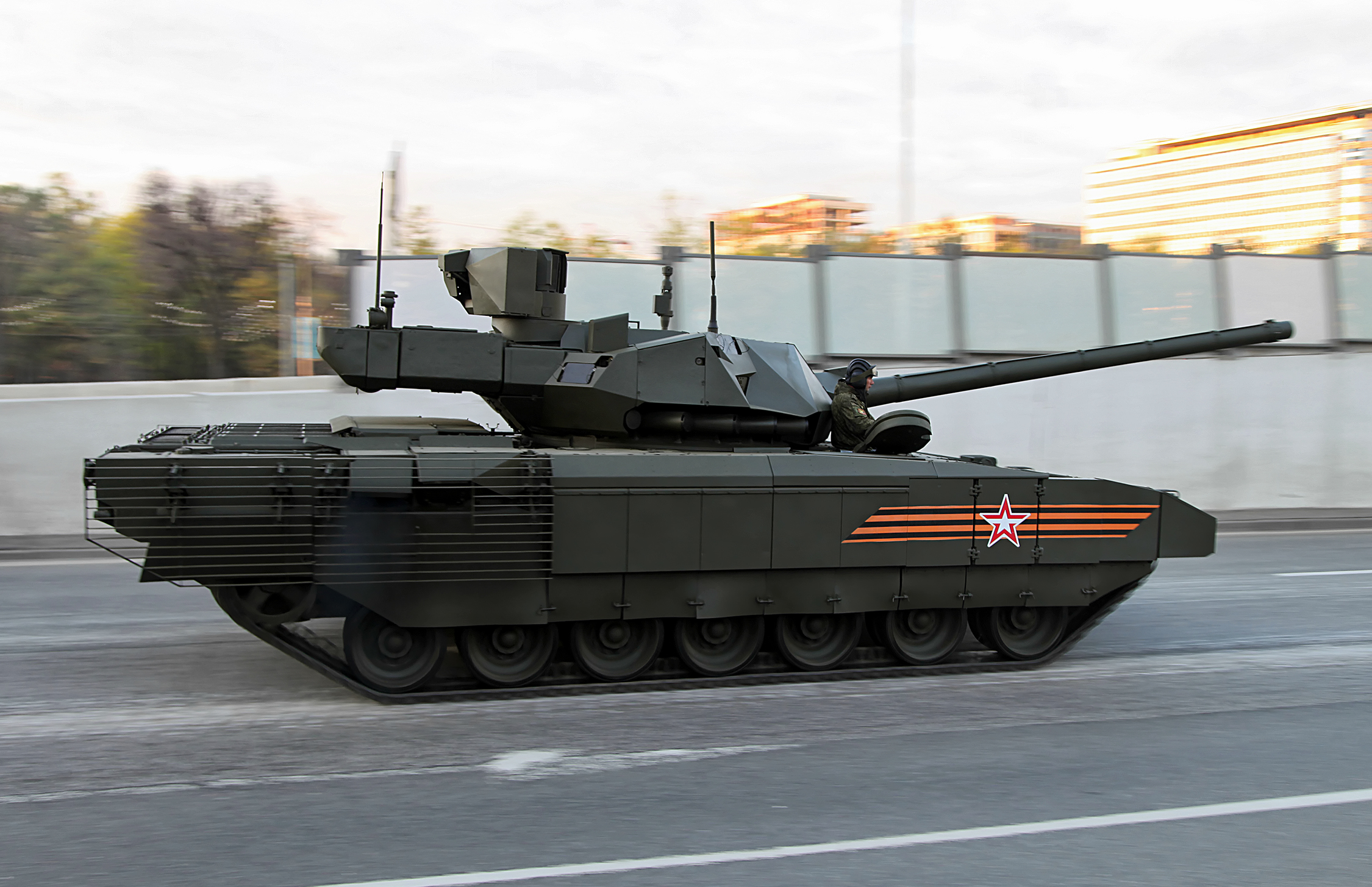
pohled z boku
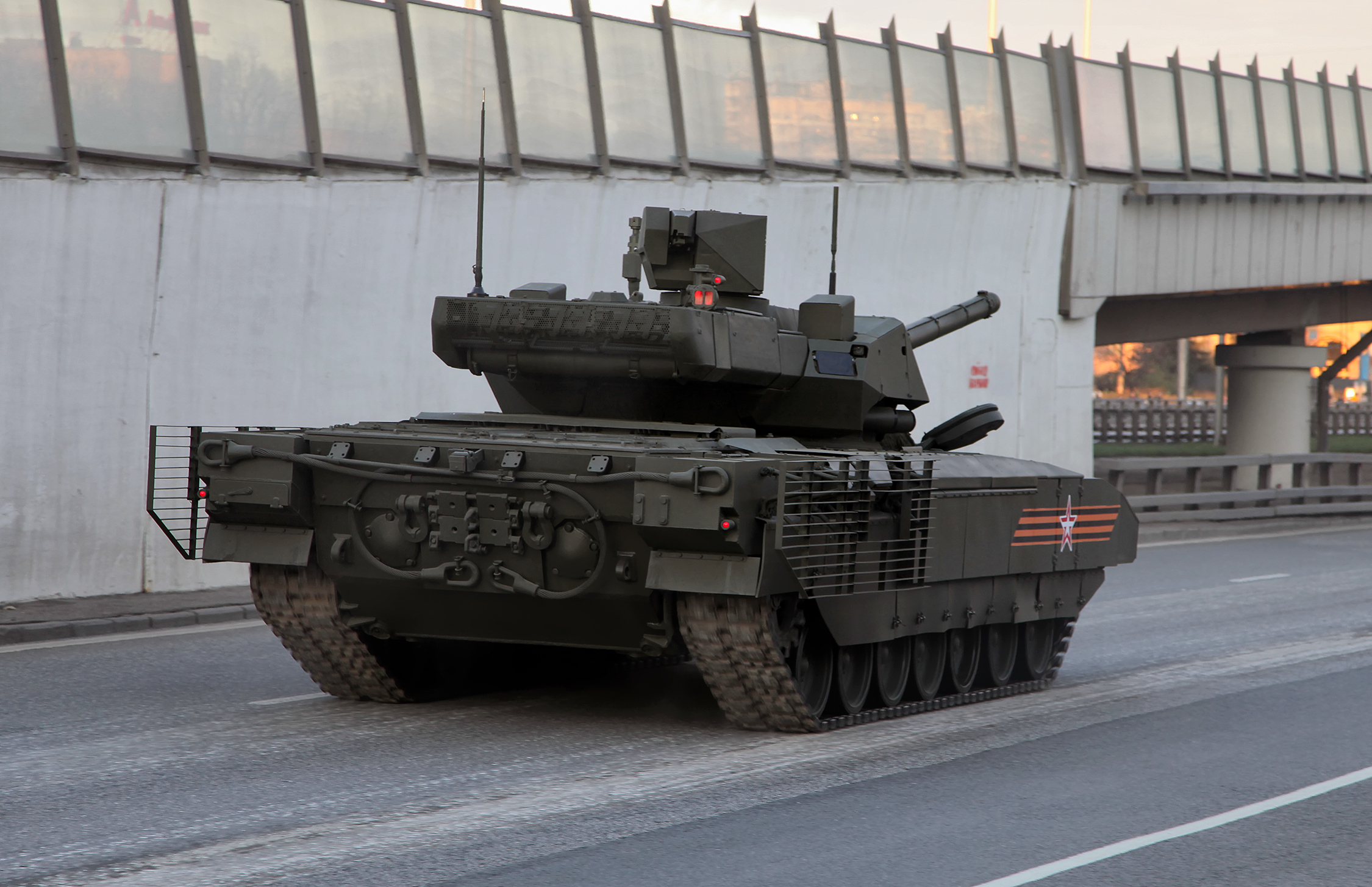
pohled zezadu
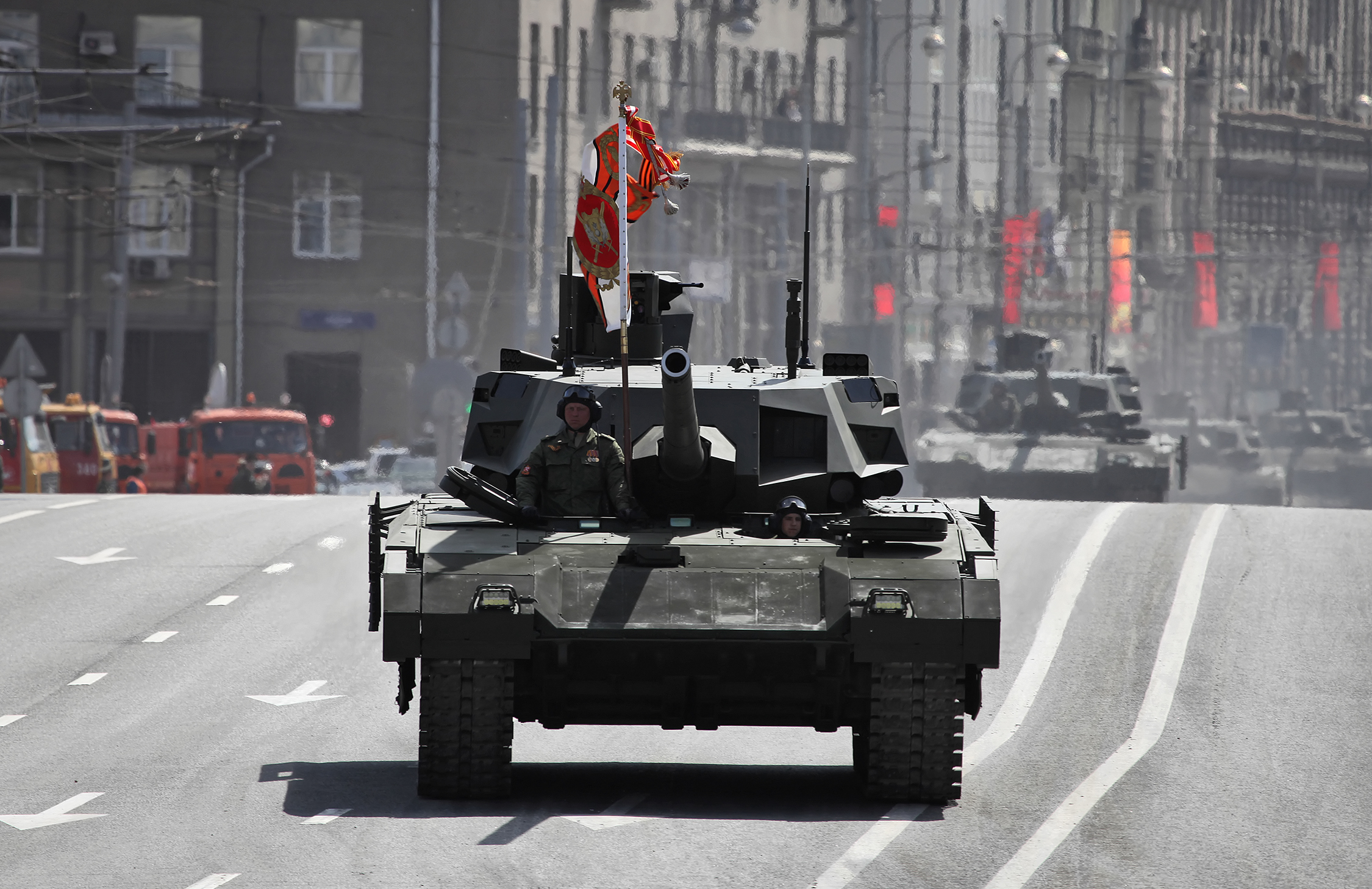
pohled zepředu
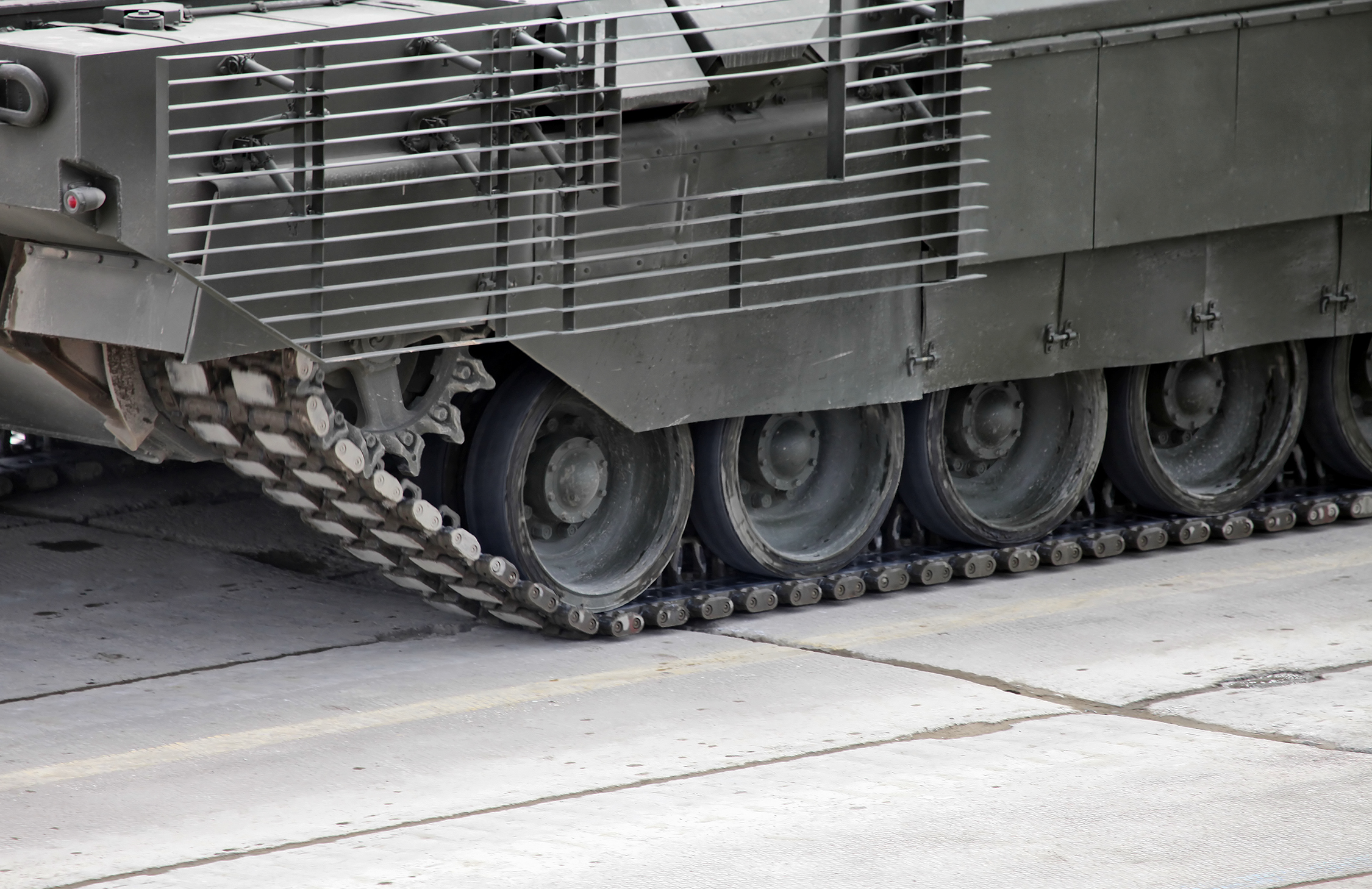
detail výfuku a zadních pojezdových kol
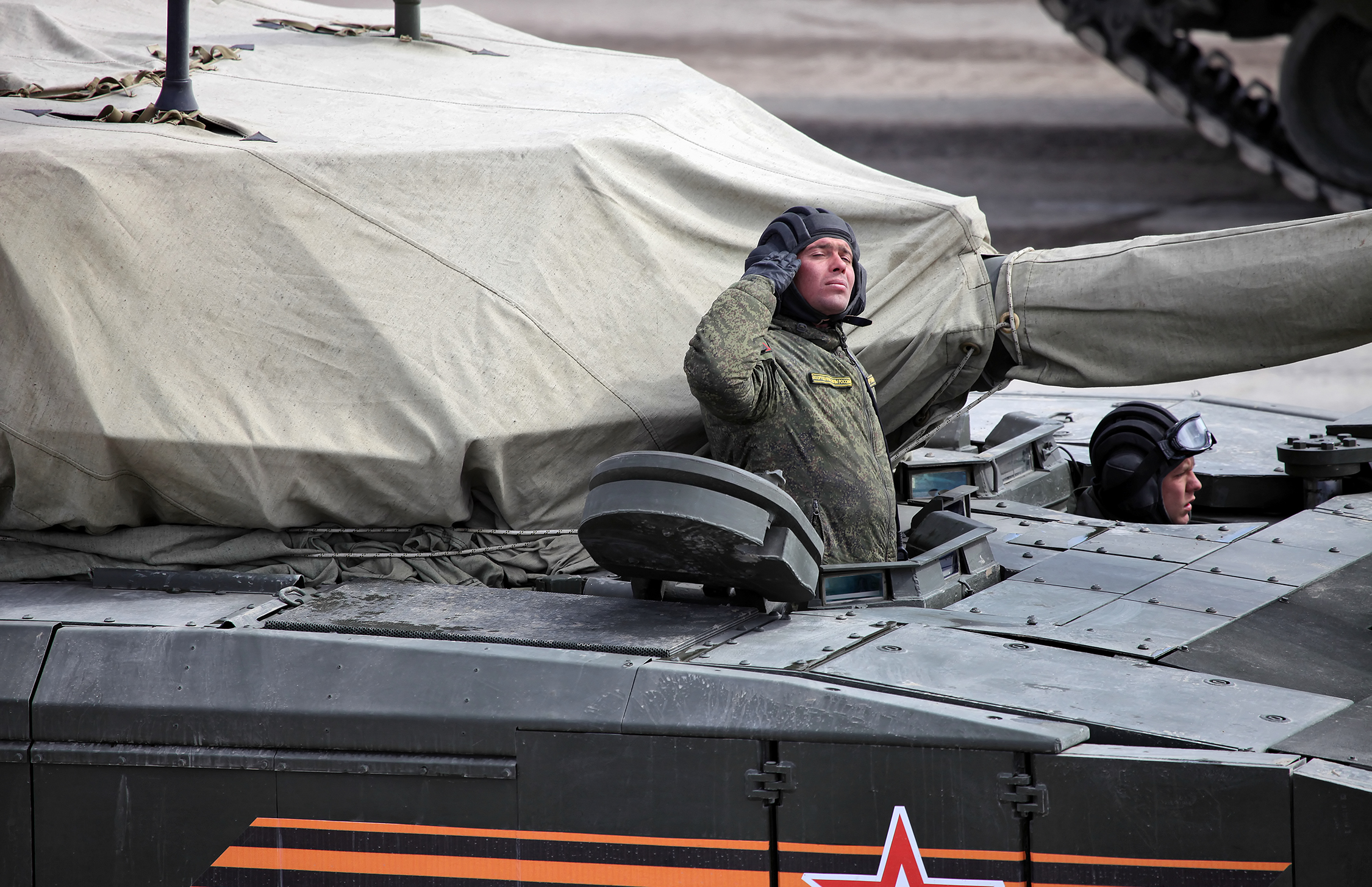
detail výlezu velitele a řidiče